# Jamie King
Jamie King (Verona, 1972) é um diretor criativo, coreógrafo e produtor norte-americano. Reconhecido por dirigir turnês de grandes estrelas do pop, seu trabalho já gerou mais de US$ 2 bilhões em receita até 2011.